# Nowa Nadzieja (izraelska partia polityczna)
Nowa Nadzieja (hebr. תקווה חדשה, Tikwa Chadasza), pełna nazwa Nowa Nadzieja – Jedność dla Izraela (hebr. תקווה חדשה – אחדות לישראל, Tikwa Chadasza – achdut le-Jisra’el) – izraelska partia uznawana za prawicową lub centro-prawicową, założona przez byłego prominentnego polityka Likudu Gidona Sa’ara 8 grudnia 2020 roku.

## Powstanie partii
W listopadzie 2019 roku Sa’ar wezwał premiera Binjamina Netanjahu do ustąpienia ze stanowiska przewodniczącego partii Likud. Głównym oskarżeniem wobec premiera był brak zdolności koalicyjnych i działanie na szkodę wizerunku partii. Wówczas uznano ten ruch za próbę przewrotu w Likudzie. Ostateczny wynik wyborów na przewodniczącego (72,5% – Netanjahu; 27,5% – Sa’ar) wskazał premiera jako zwycięzcę. Największe wsparcie Netanjahu uzyskał w miejscowościach wokół Strefy Gazy i na południu Izraela, które wówczas były zagrożone ostrzałami rakietowymi Hamasu.
8 grudnia 2020 roku Sa’ar ogłosił odejście z Likudu i zrzeczenie się mandatu poselskiego. Decyzję motywował tym, iż premier zatracił dziedzictwo ideologiczne Likudu, wykorzystując partię do swoich partykularnych interesów. Jednocześnie poinformował o utworzeniu nowej partii o nazwie Nowa Nadzieja.
9 grudnia dwóch posłów frakcji Derech Erec – minister komunikacji Jo’az Hendel oraz Cewi Hauzer z ogłosili, że przechodzą do nowej partii. Za tę decyzję przewodniczący Niebiesko-Białych Beni Ganc zwolnił Hendla ze stanowiska ministra.
12 grudnia Sa’ar zapowiedział, że jeżeli powstanie kolejny rząd, któremu przewodzić będzie Netanjahu, to Nowa Nadzieja będzie partią opozycyjną.
Do partii przystąpili także inni politycy Likudu Jifat Szasza-Bitton (wcześniej My Wszyscy), Szaren Haskel, Michal Szir Segman, Ze’ew Elkin, Michal Diamant (wnuczka Icchaka Szamira), Cachi Diksztejn (były przewodniczący Rady Osadników Samarii).

## Program partii
Oficjalny program partii podaje siedem punktów:
- Izrael państwem narodu żydowskiego i demokratycznym,
- Partia będzie budować siłę narodową poprzez rozwój armii, ekonomii, nauki i technologii,
- Budowanie jedności narodowej,
- Wsparcie małych przedsiębiorstw, samozatrudnienia i zwalczanie biurokracji,
- Partia będzie działać na rzecz rozwoju i wzmocnienia systemu edukacji,
- Zapewnienie skuteczniej i powszechnej opieki zdrowotnej,
- Reformowanie sądownictwa, działania na rzecz zwiększenia przystępności władzy sądowniczej dla obywateli i przedsiębiorców.

Partia chce się skupić na rozwoju rolnictwa w Galilei oraz na Negewie, a także osadnictwa na Zachodnim Brzegu, Wzgórzach Golan i w pasie od Arawy po Ejlat.

## Wybory
| Wybory | Liczba mandatów | Liczba głosów | Procent głosów |
| ------ | --------------- | ------------- | -------------- |
| 2021   | 6               | 209 161       | 4,74%          |